# Цлак
Цлак (лезг. Цлак) — село в Хивском районе Дагестана. Входит в сельское поселение сельсовет Ашага-Архитский.

## География
Расположено в 4 км к югу от районного центра — села Хив, на реке Синдцкам.

## Население
| 1895 | 1926 | 1939 | 1970 | 1989 | 2002 | 2010 |
| ---- | ---- | ---- | ---- | ---- | ---- | ---- |
| 439  | ↘418 | ↗527 | ↘526 | ↘99  | ↗137 | ↗147 |
| 2021 |      |      |      |      |      |      |
| ↘100 |      |      |      |      |      |      |

## Известные уроженцы
- Гаджимет Керимович Сафаралиев (род. 1950) — советский и российский физик, депутат Государственной думы РФ III-VII созывов, член-корреспондент РАН, лауреат премии Правительства РФ.
- Ханбиче Шихрагимовна Хаметова (род. 1938) — народная поэтесса Дагестана.